# Цар Александър
Цар Александър е стар руски сорт ябълка.
Сортът е внесен в България преди Освобождението, за пръв път е показан на Овощарската изложба в Кюстендил през 1896 г.
Плодовете са много едри (ср.т. 150 г), широко закръглени, конусовидни, зеленикави с прекъснати карминови ивици откъм слънчевата страна, с добри вкусови качества. Узряват през септември. Плодовото месо е бяло, дребнозърнесто, сочно, виненокисело.
Дървото е силно растящо с широко закръглена до кълбовидна корона. Плодовете и листата са средно устойчиви на струпясване. Използва се най-често за директна консумация и сокове.